# Mosche Leib Erblich
Mosche Leib Erblich (hebräisch מֹשֶׁה לַייב אֶרבליך), auch Mosche Leib aus Sassow (hebräisch מֹשֶׁה לַייב מִסָאסוֹב), (* 1745 in Brody, Polen; † 13. Januar 1807 in Sassiw, Kaisertum Österreich),  war ein Rabbiner, Autor und Begründer der Sassiwer Dynastie von Chassidim (Sassow-Chassidim).

## Leben
Mosche Leib Erblich wurde als Sohn des Rabbi Jakob Erblich (hebräisch  הרב יעקב ערבליך) und Frau Rivka (hebräisch רבקה) in Brody geboren. Er war Schüler von Samuel Horowitz, der wiederum Schüler des Dow Bär von Mesritsch war. Später war er Schüler von Elimelech von Lyschansk. Später zog er nach Opatów, anschließend nach Sassiw, wo er eine Schule und die Dynastie von Chassidim begründete. Sein Sohn war der Großrabbiner Yekusiel Shmelka Erblich (1800–1861), sein Enkelsohn war der Großrabbiner Yaakov Tzvi Erblich, welcher in Porosov tätig war.

## Publikationen
- „תורת הרמ"ל השלם “ (hebr.: torat ha-ramal ha-schalom). סיגט/Sighetu Marmației
- „ליקוטי רמ"ל“ (hebr.: likutei ramal).צֶ'רְנִיבְצִי/Czernowitz
- „ליקוטי רמ"ל“ (hebr.: likutei ramal).לִבּוּב/Lemberg
- „חידושי הרמ"ל - חלק א'“ (hebr.:  chiduschei ha-ramal - chelek Aleph). וִינָה/Wien
- „חידושי הרמ"ל - חלק ב'“ (hebr.:  chiduschei ha-ramal - chelek Bet).  וִינָה/Wien
- „חידושי הרמ"ל - חלק ג'“ (hebr.:  chiduschei ha-ramal - chelek Gimel). ניו יורק/New York
- Moshe Leib of Sassov (Autor), Zalman Schachter-Shalomi (Übersetzer): A Guide to Spiritual Progress  online